# Guilty Gear (serie)
Guilty Gear es una saga de videojuegos 2D del género lucha o "VS" (versus) creado por Daisuke Ishiwatari y el estudio Arc System Works. Publicado, inicialmente, por Sammy y tras su fusión, con Sega. El juego presenta gráficos tipo anime, personajes originales, un sistema de juego dinámico y música heavy metal (de hecho, el juego está lleno de diversas referencias a la música rock y se han editado varias bandas sonoras y mezclas de las canciones del juego). 
Guilty Gear apareció por primera vez en 1998 para la videoconsola PlayStation. Tuvo el suficiente éxito como para que se hiciera una secuela. Guilty Gear X fue lanzado en el año 2000 para los salones arcade y más tarde para las vídeo consolas Dreamcast de Sega y PlayStation 2 de Sony. Guilty Gear X fue programado desde cero, presentando gráficos en alta resolución (640x480 px), algo inusual en aquel momento en un juego 2D. Con respecto a su predecesor, se añadieron más personajes y el sistema de juego fue mejorado. Gracias a estas mejoras el juego empezó a ganar fama entre los aficionados. 
En 2002 aparece Guilty Gear XX (Guilty Gear X2 en América), secuela de Guilty Gear X. En esta versión se introducen cuatro luchadores nuevos, el sistema de juego se pule una vez más y se añaden nuevos movimientos especiales a los personajes. Gracias a la buena aceptación aparece una versión mejorada del mismo conocida como Guilty Gear XX #Reload que fue realizada poco tiempo después. En esta versión actualizada, una vez más el sistema de juego es revisado. Muchos de los movimientos de los personajes reciben mejoras y se incluye un personaje más. Con la versión "#Reload" la popularidad de Guilty Gear aumentó considerablemente.
Para el año 2004, Guilty Gear Isuka ("Isuka" significa piquituerto en japonés) hizo su aparición. Para esta entrega, el sistema de juego sufrió varios cambios. En esta ocasión, el número de jugadores podía ser de hasta cuatro jugadores simultáneamente y la acción toma lugar en dos planos de la pantalla. Para la versión doméstica se incluyó el "Boost Mode", un modo de juego beat 'em up de desplazamiento lateral y con dos personajes adicionales de los cuales uno de ellos podía ser editado.
Una nueva versión de Guilty Gear XX fue lanzada para los salones arcade en 2005 (y más tarde para PlayStation 2) llamada Guilty Gear XX Slash. El sistema de juego vuelve a ser ajustado eliminando varios errores y bucles de la versión anterior, retoques en los escenarios, nuevos poderes para los personajes y la adición de dos luchadores más: A.B.A (procedente de Guilty Gear Isuka) y Ordel Sol. Justo después de la salida de #Slash se lanzó Guilty Gear XX Accent Core, el cual es una actualización más de GGXX con su respectivo reajuste en el sistema de juego. Entre las mejoras más relevantes esta la adición de nuevos movimientos llamados "Force Break" y cinco escenarios nuevos. Posteriormente se lanzó Guilty Gear XX Accent Core Plus, una versión mejorada.
En 2014 se lanzó Guilty Gear Xrd. Es muy fiel a la mayoría de juegos de Guilty Gear en cuanto a jugabilidad. El cambio más notable de este título es que está realizado totalmente en 3D, dejando de lado el 2D pero conservando el aspecto anime. El título continúa con la historia del universo de Guilty Gear e intenta despejar algunas dudas de entregas pasadas.
Durante el transcurso del campeonato EVO 2018, Arc System Works anunció que un nuevo título de Guilty Gear se encontraba en desarrollo. Este título terminó siendo lanzado con el nombre de Guilty Gear Strive en 2021. Este juego pondrá fin a la historia de Sol Badguy.

## Historia
La historia de Guilty Gear se desarrolla en el futuro, alrededor del año 2180. En el año 2010, la humanidad descubrió una fuente ilimitada de energía de increíble poder, la cual fue adecuadamente llamada "Magia". Debido a ello, las armas vivientes conocidas como "Gears" fueron creadas. Pero con el tiempo, los Gears se rebelaron contra sus creadores y bajo el comando de la Gear Justice declaran la guerra en contra de la humanidad. En respuesta a ello, las Naciones Unidas crean una elite de guerreros de todo el mundo llamada The Sacred Order of Holy Knights (La Sagrada Orden de los Caballeros Sagrados) para combatir a los Gears. Así da inicio The Holy War (o las Cruzadas), la cual se prolongó por 100 años. Finalmente, en el año 2175 The Sacred Order of Holy Knights logra derrotar a Justice y es encerrada en una prisión dimensional. De ese modo, The Holy War llega a su fin.

### Guilty Gear: The Missing Link
Cinco años después de que terminara The Holy War, el Gear conocido como Testament intenta liberar a Justice de su prisión dimensional. Para evitar esto, las Naciones Unidas realizan un torneo con la intención de encontrar guerreros para formar una segunda Sacred Order of Holy Knights y de ese modo detener a Testament y Justice. Al final, el cazarrecompensas conocido como Sol Badguy derrota a Justice de nuevo, y esta vez para siempre.

### Guilty Gear X: By Your Side
Menos de un año después del incidente de Justice, llegan informes del descubrimiento de un nuevo Gear del tipo "comandante". Con el temor de otra posible guerra, las Naciones Unidas inician otro torneo, En esta ocasión se entregarán 500.000 dólares mundiales a quien sea capaz de destruir al Gear. Un gran número de cazarrecompensas se dirigen al lugar llamado Devil Living Place (La Casa del Demonio), en donde vive el misterioso Gear, que resulta ser una chica llamada Dizzy. Aunque es muy poderosa, no tiene intenciones de lastimar a nadie. Es Sol Badguy quien la derrota, pero por razones desconocidas le perdona la vida y la deja ir. Más tarde, Ky Kiske, integrante de la Fuerza Policíaca Internacional, la encuentra y para protegerla la pone bajo el cuidado de Johnny, capitán de los piratas aéreos del Jellyfish. Johnny ofrece a Dizzy unirse a su tripulación, en donde estará segura de los cazarrecompensas. Mientras tanto la cazarrecompensas y cocinera Jam Kuradoberi se las arregla para obtener el dinero de la recompensa, argumentando que fue ella quien derrotó a Dizzy y así por fin logra el sueño de abrir su propio restaurante.

### Guilty Gear XX: The Midnight Carnival
Tiene lugar semanas después de los acontecimientos ocurridos en By Your Side. Una misteriosa organización llamada La Administración de Posguerra (Postwar Administration Bureau/Shuusen Kanrikyoku) hace su aparición. Al parecer, su intención es capturar a los Gears y a los peleadores más poderosos. Sin embargo, su objetivo definitivo se ignora. Al mismo tiempo surge otro personaje, un hombre misterioso que clama ser el creador de los Gears (los cuales fueron creados hace más de 100 años) y al cual todos se refieren a él simplemente como "Ese Hombre" (That Man/Ano Otoko). De nueva cuenta todos los peleadores se ven envueltos en situaciones fuera de control, principalmente ocasionadas por I-No, una misteriosa chica que trabaja bajo las órdenes de "Ese Hombre" por razones aún desconocidas.

### Guilty Gear 2: Overture
Tiene lugar cinco años después de los eventos de The Missing Link, Sol Badguy se encuentra viajando con su nuevo pupilo: Sin Kiske, ambos trabajando como cazarrecompensas. Mientras tanto, Ky Kiske, quien fue elegido como el primer rey de Illyria, recibe el siguiente informe: los Gears inactivos continúan desapareciendo y la capital está siendo atacada por una fuerza conocida como Valentine. Mientras se prepara para la batalla, Ky pone una recompensa por la cabeza de Sol. Durante el transcurso del juego, Sol y Sin se harán aliados entre los cuales se encuentran el Dr. Paradigm, Izuna y "ese hombre" con el fin de acabar con esta nueva amenaza.

### Guilty Gear Vastedge XT
Tiene lugar luego de los eventos de Guilty Gear 2: Overture, aquí, Sol y Sin continúan con su jornada; esta vez, con el objetivo de mejorar el Junkyard Mk.II de Sol, pero para eso necesitan recuperar el Colmillo Destellante (uno de los Tesoros Sagrados que creó hace mucho tiempo) de las garras del Cónclave, una organización quien originalmente fue la mente maestra detrás de los eventos del primer Guilty Gear. Durante su aventura se van a encontrar con varios de los conocidos de Sol, algunos de ellos también se encuentran investigando a la organización.

### Guilty Gear Xrd -Sign-
Tres meses después de los eventos de Guilty Gear Vastedge XT, una nueva Valentine aparece y declara la guerra a la humanidad, esta nueva amenaza lleva el nombre de "Ramlethal Valentine", quien el Cónclave esta utilizando como peón para sus planes de dominación mundial, y para lograrlo, necesitan revivir a Justice. Ahora depende de Sol, Sin y Ky detener a Ramlethal y el Cónclave cuanto antes.

### Guilty Gear Xrd -Revelator- / Rev 2
Una semana después de la destrucción del Cónclave durante los eventos de Guilty Gear Xrd -Sign-, Sol emprende una búsqueda para encontrar a Elphelt Valentine, quien fue secuestrada durante los eventos del ya mencionado título, durante su jornada, se verá obligado a unir fuerzas nuevamente con "ese hombre", Raven e I-No, quienes tienen otra Valentine quien es una pieza clave para impedir que la voluntad universal: Ariels, merja a Elphelt con Justice, y esa Valentine es "Jack-O' Valentine".

### Guilty Gear Strive
Tiempo después de la derrota de Ariels y su posterior arresto, Sol y Ky se enteran de que Asuka R. Kreutz (conocido anteriormente como "ese hombre"), se entregó a las autoridades de los Estados Unidos, haciendo que todo el mundo lo tenga en la mira. Mientras Sol descubre sus verdaderas intenciones, el, Ky y una nueva Jack-O' Valentine tendrán que embarcarse a los Estados Unidos, donde tendrán que no solamente descubrir las verdaderas intenciones de Asuka y desatar la batalla final por el destino de la humanidad, sino también tendrán que hacerse cargo de I-No y un nuevo enemigo: Happy Chaos, quien es en realidad el maestro de Asuka a quien la gente se refería como "El Original".

## Juegos

### Para consolas de sobremesa y PC
| Títulos                               | Plataformas | Plataformas       | Plataformas | Plataformas | Plataformas | Plataformas | Plataformas | Plataformas | Plataformas | Plataformas | Plataformas |
| Títulos                               | PSOne       | Arcade            | DC          | PS2         | XBox        | XBox360     | Wii         | PC          | PS3         | PS4         | PS5         |
| ------------------------------------- | ----------- | ----------------- | ----------- | ----------- | ----------- | ----------- | ----------- | ----------- | ----------- | ----------- | ----------- |
| Guilty Gear                           |             |                   |             |             |             |             |             |             |             |             |             |
| Guilty Gear X                         |             | Sega Naomi        |             |             |             |             |             |             |             |             |             |
| Guilty Gear X Plus                    |             |                   |             |             |             |             |             |             |             |             |             |
| Guilty Gear X 1.5                     |             | Sammy Atomiswave  |             |             |             |             |             |             |             |             |             |
| Guilty Gear XX: The Midnight Carnival |             | Sega Naomi GD-ROM |             |             |             |             |             |             |             |             |             |
| Guilty Gear XX: #Reload               |             | Sega Naomi GD-ROM |             |             |             |             |             |             |             |             |             |
| Guilty Gear XX: Slash                 |             |                   |             |             |             |             |             |             |             |             |             |
| Guilty Gear XX: Accent Core           |             |                   |             |             |             |             |             |             |             |             |             |
| Guilty Gear XX: Accent Core Plus      |             |                   |             |             |             |             |             |             |             |             |             |
| Guilty Gear Xrd                       |             |                   |             |             |             |             |             |             |             |             |             |
| Guilty Gear Strive                    |             |                   |             |             |             |             |             |             |             |             |             |

### Para consolas portátiles y teléfonos móviles
| Guilty Gear Petit                |
| Guilty Gear Petit 2              |
| Guilty Gear X Edition Advance    |
| Guilty Gear XX: #Reload          |
| Guilty Gear Club *               |
| Guilty Gear Raid of Arms *       |
| Guilty Gear DS                   |
| Guilty Gear Judgment             |
| Guilty Gear XX: Accent Core Plus |

* Solo en Japón

### Otros juegos (Spin-offs)
| Guilty Gear Isuka              | Sammy Atomiswave |  |  |  |  |
| Guilty Gear 2: Overture (2008) |                  |  |  |  |  |

## Personajes
Anexo: Personajes de Guilty Gear
Este juego destaca por sus personajes con gráficos en 2D y diseños al estilo anime. Cada entrega trae personajes desbloqueados para jugar, y otros desbloqueables en el modo Arcade. Las diferencias entre unos y otros son claras, así como su desenvoltura en el campo de batalla. Los hay rápidos pero poco fuertes, ágiles y con pocos golpes especiales, demoledores pero muy lentos, centrados en los hechizos, etc. Además, cada personaje podrá escoger entre un tipo de lucha más agresiva, defensiva o media, acarreando diferentes consecuencias cada una de las elecciones. La variedad y las posibilidades son desbordantes.

## Universo en expansión
La saga de Guilty Gear no solo se limita a los videojuegos, sino también a otros medios. En estos se desarrollan historias que complementan el universo y son perfectamente coherentes con las historias presentadas en los juegos. Se pueden encontrar historias en novelas, CD dramáticos y mangas, así como datos importantes en libros de ilustraciones y enciclopedias.
Novelas
- Lightning The Argent: historia situada después de los sucesos de Guilty Gear: The Missing Link. En esta historia, Ky investiga a una misteriosa organización llamada "Blackard Company", pues se cree que esa organización tiene cautivo a un Gear de tipo comandante y planean usarlo para controlar a otros Gears.

- The Butterfly and Her Gale: historia situada en algún momento después de Guilty Gear XX. Chipp trabaja como guardaespaldas de la presidenta del País A (anteriormente Estados Unidos de América) Erica Bartholomew, quien está en peligro al tratar de crear una alianza con el país de Zepp en contra del Gremio de Asesinos. En esta historia, Chipp descubre al verdadero asesino de su maestro.

CDs dramáticos
- Guilty Gear X Volumen 1&2: sucesos previos a Guilty Gear X. Se descubre un extraño artefacto en unas ruinas del mundo antiguo. Dicho artefacto contiene información de la tecnología anterior al uso de la "Magia", tecnología conocida como "Blacktech". Esto ocasiona una carrera contra el tiempo para recuperar tal artículo. El volumen 2 incluye una historia donde se cuenta la primera vez que Dizzy y Testament se conocen.

- Guilty Gear XX Red Side & Black Side: esta historia se sitúa durante los días de The Holy War. Durante una misión de la Santa Orden, Sol y Ky conocen a I-No, a quien Sol trata de matar inmediatamente después. Al acudir a una llamada de auxilio en la ciudad de Roma, Italia, la Orden sufre una terrible pérdida y el futuro de la humanidad parece perdido. Sin embargo, aún queda una esperanza.

- Guilty Gear XX Night of Knives vol. 1, 2 & 3: historia situada antes de Guilty Gear: The Missing Link. Zato, Venom y Millia son contratados para asesinar a un príncipe de cierto país en Europa. Pronto descubren que han sido engañados y juntos intentan buscar venganza.

Manga
- Guilty Gear Xtra: único manga oficial de Guilty Gear. Cuenta la historia de Tyr, un misterioso niño de gran poder que participó en The Holy War junto a Kliff Undersn. Pero, misteriosamente, Tyr desapareció justo antes de terminar The Holy War. 15 años después, Tyr es encontrado en animación suspendía dentro de un templo en una colonia japonesa, en donde conoce a una chica de nombre Mizuha. Junto con ayuda de Sol y Ky, Tyr debe luchar contra una misteriosa mujer llamada Geena, perteneciente a la Administración de Posguerra.